# Plaxomicrus
Plaxomicrus es un género de escarabajos longicornios de la subfamilia Lamiinae. Fue descrito por Thomson en 1857.

## Especies
- Plaxomicrus caligatus Holzschuh, 2018
- Plaxomicrus ellipticus Thomson, 1857
- Plaxomicrus foliaceus Holzschuh, 2018
- Plaxomicrus latus Gahan, 1901
- Plaxomicrus nigriventris Pu, 1991
- Plaxomicrus oberthuri Gahan, 1901
- Plaxomicrus pallidicolor Pic, 1912
- Plaxomicrus sikkimensis Breuning, 1956
- Plaxomicrus szetschuanus Breuning, 1956
- Plaxomicrus violaceomaculatus Pic, 1912